# 内乱の予感
『内乱の予感』（ないらんのよかん; 西: Premonición de la Guerra Civil）は、スペインのシュールレアリスム画家であるサルバドール・ダリが描いた絵画。『茹でた隠元豆のある柔らかい構造』（西: Construcción blanda con judías hervidas）や『茹でた隠元豆のある柔らかい構造（内乱の予感）』などとも呼ばれる。ダリはスペイン内戦の恐怖を表現するためにこの作品を制作したが、この作品ができてからわずか6か月後にそれが始まった。ダリはその後、内戦が始まるずっと前から起こることに気づいていたと主張し、この作品を「潜在意識の予言力」の証拠として挙げている。しかし、ダリが予言的な主張を強調するために、戦後に絵画の名前を変えたという説もあり、完全には定かではない。

## 説明
油絵であり、フィラデルフィア美術館に所蔵されている。1936年に描かれたものであるが、1934年とする研究もある。

## サルバドール・ダリとスペイン内戦
ダリとその妻のガラは1934年にカタルーニャでゼネストと武装蜂起の最中に閉じ込められた。これは彼のスペイン内戦のモチーフに影響を与えたかもしれない事件である。ダリとガラはパリに逃げ込み、そこで結婚した。ダリとガラは安全にパリに行くために護衛を雇っていたが、スペイン内戦のストレスのために護衛は帰国時に死亡した。ダリが家に戻ると、ポルトリガトにあった家は内戦で破壊されていた。友人であるフェデリコ・ガルシーア・ロルカが戦争で処刑され、妹のアナ・マリアが投獄され拷問を受けたため、大きな影響をうけた。

## 意味
この絵はスペイン内戦中の破壊を表している。この絵の巨大な生き物は内戦と同じように自己破壊的である。ダリにはスペインの内戦で多くの理由があったが、この絵はどちらの側につくかを描いたものではない。妹が共和国のために戦っていた共産主義の兵士に拷問され投獄され、美術学校時代の親友であった詩人フェデリコ・ガルシーア・ロルカはファシストの銃撃隊に殺害された。ダリは、この絵を非常に現実的に見せながらも、シュールな概念も持ち続けさせている。人間はこの絵の生き物のように見える可能性はないが、現実的な感じを保ち、その背後にある考えの重大さを思い出させる。ダリはまた、美しいカタルーニャの空を使って伝統の考えをこの作品に持ち込み、革命の考えと対比させている。この絵にはかなりの数の茹で豆が描かれている。ダリはこの作品に茹で豆を入れた理由について「粉を吹いて憂鬱な野菜がなければ、無意識の肉をすべて飲み込むことは想像できなかった」と述べている。これは、戦争では多くの苦難があったためスペイン市民は自分たちの問題に対処するために最善を尽くさなければならなかったことを意味している。彼は恋愛、食事、戦争をテーマに、それらがどのように関係しているかを考えて遊んでいた。